# Gustav Edwall
Per Gustav Edwall, född 12 augusti 1902 i Frösö socken, död 26 februari 1984 i Östersund, var en svensk konstnär.

## Biografi
Gustav Edwall var son till bankdirektören Alfred Edwall och Karin Jönsdotter, samt farbror till konstnären Åke Edwall.
Han studerade vid Konsthögskolan i Stockholm 1926–1932 och i Paris. Edwall var Jenny Lindh-stipendiat 1932–1933. Separat ställde han ut på bland annat Konstnärshuset i Stockholm, Jämtlands läns museum och i Sundsvall. Han medverkade i Sveriges allmänna konstförenings samlingsutställningar från 1937 och med Sällskapet för jämtländsk konstkultur, Jämtlands läns konstförening samt utställningen Norrlandskonstnärer på Liljevalchs konsthall.  
Hans konst består av stilleben, porträtt, figurer, samt landskap med svenska och franska motiv som målningar eller grafik.
Edwall är representerad vid Statens historiska museum, Jamtli och Hudiksvall konstmuseum.